# Ceratozamia
Ceratozamia é um género de cicas da família Zamiaceae que agrupa 27 espécies vivas conhecidas e uma ou duas espécies fósseis. A maioria das espécies é endémica das áreas montanhosas do México, enquanto poucas espécies apresentam distribuição natural que se estende para as montanhas da Guatemala, Honduras e Belize. O nome genérico deriva do grego ceras, que significa 'chifre', que se refere às projeções córneas que ocorrem nos esporófilos masculinos e femininos de todas as espécies.

## Descrição
As espécies do género Ceratozamia são dioicas, com caule globoso ou cilíndrico, raramente ramificado dicotomicamente, podendo ser subterrâneo ou emergente. Várias espécies produzem rebentos basais ou rebentos laterais na região inferior do caule. As folhas são pinadas, compostas, retas e dispostas em espiral. As bases das folhas são geralmente decíduas, mas às vezes persistentes.
O pecíolo e a ráquis geralmente apresentam espinhos, embora possa haver muito poucos ou nenhum. Os folíolos são simples, inteiros e articulados na base, com nervuras laterais paralelas e sem nervura central distinta.
Os cones masculinos são cilíndricos, eretos, pilosos e pedunculados. Os cones femininos são caulinares ou sésseis, eretos e têm pelos curtos. As sementes são oblongas ou elípticas, com uma camada externa carnuda esbranquiçada.

## Distribuição e habitat
Muitas espécies apresentam áreas de distribuição natural extremamente limitadas e quase todas as espécies descritas estão listadas como vulneráveis, ameaçadas ou criticamente ameaçadas pela Lista Vermelha da IUCN. Todo o género está listado no Apêndice I da CITES e no Anexo A da UE, que proíbe o comércio internacional de espécimes dessas espécies, exceto quando o objetivo da importação não seja comercial, por exemplo, para investigação científica. A recolha ilegal de plantas representa uma grande ameaça para as espécies de Ceratozamia.
A maioria das espécies habita áreas montanhosas com altitude de 800 a 1000 m, em encostas protegidas recobertas por florestas húmidas. Essas florestas variam de florestas tropicais pluviosas, que estão sempre húmidas, a florestas de pinheiros com estações secas e húmidas alternadas. Existe uma correlação notável entre as características das espécies e a humidade ou secura do habitat. Espécies com folíolos largos e finos vivem em habitats húmidos, e espécies com folíolos estreitos e grossos vivem em climas com estações húmidas e secas.

## Classificação
O género agrupa 27 espécies reconhecidas como validamente descritas:
| Imagem | Folhagem | Nome científico | Distribuição                                 |
| ------ | -------- | --- | -------------------------------------------- |
|        |          | Ceratozamia alvarezii Pérez-Farr., Vovides & Iglesias                                                                  | Chiapas                                      |
|        |          | Ceratozamia aurantiaca Pérez-Farrera et al.                                                                            | Chiapas                                      |
|        |          | Ceratozamia becerrae Pérez-Farr., Vovides & Schutzman                                                                  | Tabasco, Chiapas                             |
|        |          | Ceratozamia brevifrons Miq.                                                                                            | Veracruz                                     |
|        |          | Ceratozamia chamberlainii Martínez-Domínguez                                                                           | Chiapas                                      |
|        |          | Ceratozamia chimalapensis Pérez-Farr. & Vovides                                                                        | Oaxaca                                       |
|        |          | Ceratozamia decumbens Vovides, S.Avendaño, Pérez-Farr. & González-Astorga                                              | Veracruz                                     |
|        |          | Ceratozamia delucana Vázquez-Torres, Moretti & Carvajal-Hernández 2009 ex Vázquez-Torres, Moretti & Carvajal-Hernández |                                              |
|        |          | Ceratozamia dominguezii Pérez-Farrera & Gutiérrez-Ortega                                                               |                                              |
|        |          | Ceratozamia euryphyllidia Vázq. Torres, Sabato & D.W. Stev.                                                            | Veracruz, Oaxaca                             |
|        |          | Ceratozamia fuscoviridis D. Moore                                                                                      | Hidalgo                                      |
|        |          | Ceratozamia hildae G.P. Landry & M.C. Wilson                                                                           | Querétaro, San Luis Potosí                   |
|        |          | Ceratozamia hondurensis J.L. Haynes, Whitelock, Schutzman & R.S. Adams                                                 | Honduras                                     |
|        |          | Ceratozamia huastecorum S. Avendaño, Vovides & Cast.-Campos                                                            | Veracruz                                     |
|        |          | Ceratozamia kuesteriana Regel                                                                                          | Tamaulipas                                   |
|        |          | Ceratozamia latifolia Miq.                                                                                             | Querétaro, San Luis Potosí, Hidalgo          |
|        |          | Ceratozamia leptoceras Martínez-Domínguez et al.                                                                       |                                              |
|        |          | Ceratozamia matudae Lundell                                                                                            | Chiapas, Guatemala                           |
|        |          | Ceratozamia mexicana Brongn.                                                                                           | Puebla, Veracruz                             |
|        |          | Ceratozamia microstrobila Vovides & J.D. Rees                                                                          | San Luis Potosí                              |
|        |          | Ceratozamia miqueliana H. Wendl.                                                                                       | Veracruz, Tabasco, Chiapas                   |
|        |          | Ceratozamia mirandae Vovides, Pérez-Farr. & Iglesias                                                                   | Chiapas                                      |
|        |          | Ceratozamia mixeorum Chemnick, T.J. Greg. & S. Salas-Mor.                                                              | Oaxaca                                       |
|        |          | Ceratozamia morettii Vázq. Torres & Vovides                                                                            | Veracruz                                     |
|        |          | Ceratozamia norstogii D.W. Stev.                                                                                       | Oaxaca, Chiapas                              |
|        |          | Ceratozamia oliversacksii Stevenson, Martínez-Domínguez & Nicolalde-Morejón                                            |                                              |
|        |          | Ceratozamia osbornei Stevenson, Martínez-Domínguez & Nicolalde-Morejón                                                 |                                              |
|        |          | Ceratozamia reesii Vovides, Pérez Farrera & Gutiérrez-Ortega                                                           |                                              |
|        |          | Ceratozamia robusta Miq.                                                                                               | Veracruz, Oaxaca, Chiapas, Belize, Guatemala |
|        |          | Ceratozamia sabatoi Vovides, Vázq. Torres, Schutzman & Iglesias                                                        | Querétaro, Hidalgo                           |
|        |          | Ceratozamia sancheziae Pérez-Farr., Gutiérrez-Ortega & Vovides                                                         |                                              |
|        |          | Ceratozamia santillanii Pérez-Farr. & Vovides                                                                          | Chiapas                                      |
|        |          | Ceratozamia schiblii Pérez-Farrera & Gutiérrez-Ortega                                                                  |                                              |
|        |          | Ceratozamia subroseophylla Martínez-Domínguez & Nicolalde-Morejón                                                      |                                              |
|        |          | Ceratozamia tenuis (Dyer 1884) Stevenson & Vovides                                                                     |                                              |
|        |          | Ceratozamia totonacorum Martínez-Domínguez & Nicolalde-Morejón                                                         |                                              |
|        |          | Ceratozamia vovidesii Pérez-Farr. & Iglesias                                                                           | Chiapas                                      |
|        |          | Ceratozamia whitelockiana Chemnick & T.J. Greg.                                                                        | Oaxaca                                       |
|        |          | Ceratozamia zaragozae Medellin-Leal                                                                                    | San Luis Potosí                              |
|        |          | Ceratozamia zoquorum Pérez-Farr., Vovides & Iglesias                                                                   | Chiapas                                      |

## Registo fóssil
Existem várias espécies fósseis descritas, entre elas †Ceratozamia hofmannii e †Ceratozamia wrightii. A espécie Ceratozamia wrightii é a primeira evidência do género no registo fóssil, com fragmentos de folhas da espécie encontrados em depósitos do Eoceno na ilha Kupreanof no Alasca. Isso apoiaria a hipótese de que havia um clima subtropical nas áreas do norte durante o Terciário.
Um fragmento fóssil de folíolo de †Ceratozamia floersheimensis do estágio Rupeliano do Oligoceno Inferior foi encontrado em sedimentos marinhos da formação Bodenheim, em Rauenberg, Baden-Württemberg, Alemanha. Além de Rauenberg e Flörsheim na Alemanha também é conhecido do Oligoceno de Budapeste, Hungria e Trbovlje, Eslovénia. Existe uma relação moderna com C. microstrobila, C. moretti, C. latifoli e C. delucana.
Um fóssil de um fragmento de folha de †Ceratozamia hofmannii foi registado e descrito em Münzenberg, perto de Leoben, em depósitos do Mioceno Inferior tardio da Estíria, Áustria. Um folheto fragmentário atribuído a †C. hofmannii foi recuperado na parte superior da Formação Most (Bacia do Most ) no norte da Boémia, República Checa, e datado por magnetoestratigrafia e cicloestratigrafia como pertencendo à fase final do início do Mioceno.